# HD 128429
HD 128429 är en dubbelstjärna  belägen i den mellersta delen av stjärnbilden Vinkelhaken. Den har en kombinerad skenbar magnitud av ca 6,20 och är svagt synlig för blotta ögat där ljusföroreningar ej förekommer. Baserat på parallax enligt Gaia Data Release 2 på ca 37,2 mas, beräknas den befinna sig på ett avstånd på ca 88 ljusår (ca 27 parsek) från solen. Den rör sig närmare solen med en heliocentrisk radialhastighet på ca -66 km/s. Den har en stor egenrörelse och rör sig över himlavalvet med en beräknad vinkelhastighet av 0,945 bågsekunder per år.
HD 128429  är en välkänd höghastighetstjärna  med en netto heliocentrisk hastighet av 158,8 km/s. Den rör sig genom galaxen med en hög excentricitet på 0,62, vilket för den från så nära som 4,1 ut till 17,5 kpc från det galaktiska centrumet.

## Egenskaper
Primärstjärnan HD 128429 A är en gul till vit stjärna i huvudserien av spektralklass F6 V. Den har en massa som är ca 1,3 solmassor, en radie som är ca 1,4 solradier och har ca 2,8 gånger solens utstrålning av energi från dess fotosfär vid en effektiv temperatur av ca 6 300 K. Stjärnan är också en källa till röntgenstrålning.
Stjärnan visar anomalier som är en utmaning att förklara med den normala stjärnbildningsprocessen. Den första är stjärnans höga hastighet genom Vintergatan, som skulle vara mycket svårt för en ung stjärna att uppnå. Den andra är ett onormalt lågt järn-till-magnesium [Fe/Mg] överskottsförhållande. Detta tyder starkt på att den är en gammal population II-stjärna som bildats under galaxens tidiga stjärnbildningsfas för ca 12 miljarder år sedan – en period då höga nivåer av magnesium släpptes ut från supernovaexplosioner av massiva stjärnor. Båda avvikelserna kan förklaras av en massöverföring som omvandlade en mycket äldre stjärna till en blå eftersläntrare.
HD 128429 har, baserat på variationer i radiella hastighetsdata som samlats in från Hipparcosuppdraget, kunnat visas vara en dubbelstjärna. Paret har en omloppsperiod av 2,97 ± 0,21 år och en vinkelseparation av 21,28 ± 2,88 mas. Observationer från Gaia DR2 ger en uppskattad linjär halv storaxel på 1,589 AE. Excentriciteten i omloppsbanan är okänd, men har antagits vara nära noll. Följeslagaren HD 128429 Ab är en vit dvärgstjärna som utvecklades från en huvudseriestjärna av spektraltyp F eller G med en liknande massa som den nuvarande primärstjärnan. När komponent Ab blev en röd jätte, översvämmade den sin Rochelobe och massöverföring ägde rum. Den vita dvärgen har nu mindre än hälften av solens massa, efter att ha överfört en betydande del av sin massa till den nuvarande primärstjärnan.